# Андерс, Петер
Петер Андерс (нем. Peter Anders; 1 июля 1908, Эссен, Германия — 10 сентября 1954) — немецкий оперный певец (тенор), исполнявший широкий репертуар партий на английском, немецком и французском языках.

## Биография
Родился в Эссене в 1908 году. Учился в Берлинской музыкальной академии у Эрнста Грензебаха. Позднее обучался в частном порядке у Лулы Муз-Гмейнер, на дочери которой он затем и женился. В 1931 году появился в берлинской постановке La belle Hélène. Оперный дебют певца состоялся в 1932 году в Гейдельберге в «Фиделио», где Петер Андерс исполнил партию Жакино.
В 1938 был участником мировой премьеры оперы «День мира» Р. Штрауса. 
Пел в Дармштадте (1933—1935), Кёльне (1935—1936), Ганновере (1937—1938), а затем в Мюнхенской государственной опере (1938—1940). Затем вернулся в Берлин и с 1940 по 1948 год служил солистом Немецкой государственной оперы в Берлине. Его репертуар в то время включал в основном лирические роли, но начиная с 1949 года Андерс с тем же успехом начал исполнять и драматические партии. Иногда принимал участие в опереттах, выступал как камерный певец.
Гастролировал с труппой Гамбургской оперы в 1952 на фестивале в Эдинбурге. 
Среди партий: Отелло, Радамес, Бельмонт в «Похищении из сераля» Моцарта, Лионель в «Марте» Флотова, партии Макса в «Вольном стрелке», Флорестана в «Фиделио», Вальтера в «Нюрнбергских мейстерзингерах», Лоэнгрина в одноимённой опере Вагнера.
В годы Второй мировой войны Андерс был любимцем Адольфа Гитлера и потому был освобождён от военной службы, взамен участвуя в различных пропагандистских мероприятиях; это сильно запятнало его репутацию в послевоенном мире. Погиб в автомобильной катастрофе в возрасте 46 лет, находясь на пике своей карьеры.